# Les Aulneaux
Les Aulneaux sont une commune française, située dans le département de la Sarthe en région Pays de la Loire, peuplée de 107 habitants.
La commune fait partie de la province historique du Maine.

## Géographie
| Roullée | Blèves, Barville (Orne) |                     |
| Louzes  | des Aulneaux            | Pervenchères (Orne) |
|         |                         | Contilly            |

### Climat
Pour des articles plus généraux, voir Climat des Pays de la Loire et Climat de la Sarthe.
En 2010, le climat de la commune est de type climat océanique dégradé des plaines du Centre et du Nord, selon une étude du CNRS s'appuyant sur une série de données couvrant la période 1971-2000. En 2020, Météo-France publie une typologie des climats de la France métropolitaine dans laquelle la commune est exposée à un climat océanique altéré et est dans la région climatique  Normandie (Cotentin, Orne), caractérisée par une pluviométrie relativement élevée (850 mm/a) et un été frais (15,5 °C) et venté. 
Pour la période 1971-2000, la température annuelle moyenne est de 10,2 °C, avec une amplitude thermique annuelle de 14 °C. Le cumul annuel moyen de précipitations est de 762 mm, avec 12,1 jours de précipitations en janvier et 7,6 jours en juillet. Pour la période 1991-2020, la température moyenne annuelle observée sur la station météorologique de Météo-France la plus proche, « La Fresnaye », sur la commune de Villeneuve-en-Perseigne à 6 km à vol d'oiseau, est de 10,8 °C et le cumul annuel moyen de précipitations est de 770,2 mm,. Pour l'avenir, les paramètres climatiques de la commune estimés pour 2050 selon différents scénarios d'émission de gaz à effet de serre sont consultables sur un site dédié publié par Météo-France en novembre 2022.

## Urbanisme

### Typologie
Au 1er janvier 2024, Les Aulneaux sont catégorisés commune rurale à habitat dispersé, selon la nouvelle grille communale de densité à sept niveaux définie par l'Insee en 2022.
Elle est située hors unité urbaine. Par ailleurs la commune fait partie de l'aire d'attraction de Mamers, dont elle est une commune de la couronne,. Cette aire, qui regroupe 21 communes, est catégorisée dans les aires de moins de 50 000 habitants,.

### Occupation des sols
L'occupation des sols de la commune, telle qu'elle ressort de la base de données européenne d’occupation biophysique des sols Corine Land Cover (CLC), est marquée par l'importance des territoires agricoles (92,5 % en 2018), en augmentation par rapport à 1990 (91,6 %). La répartition détaillée en 2018 est la suivante : 
prairies (71,1 %), terres arables (21,4 %), forêts (7,5 %), zones agricoles hétérogènes (0,1 %). L'évolution de l’occupation des sols de la commune et de ses infrastructures peut être observée sur les différentes représentations cartographiques du territoire : la carte de Cassini (XVIIIe siècle), la carte d'état-major (1820-1866) et les cartes ou photos aériennes de l'IGN pour la période actuelle (1950 à aujourd'hui).

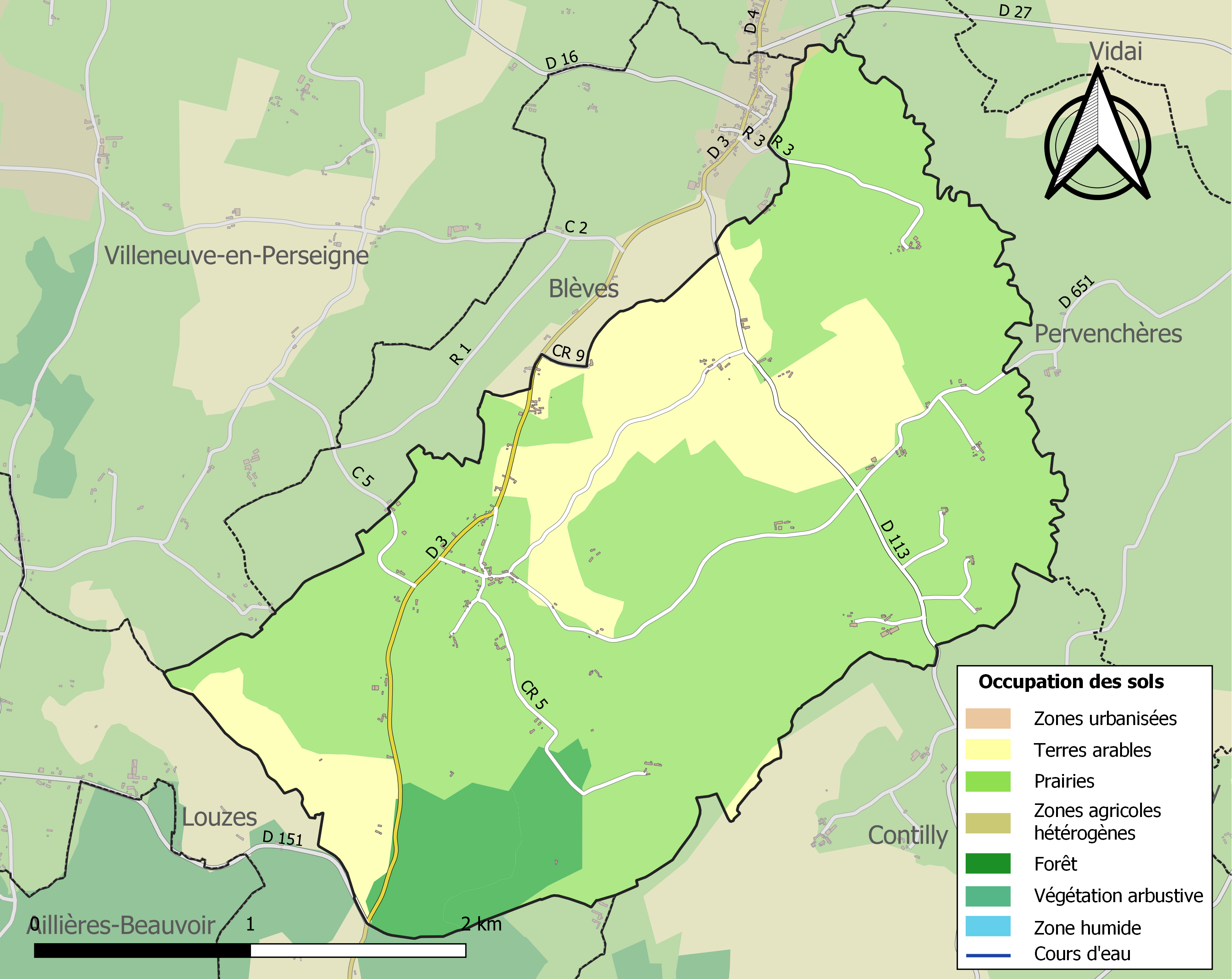
Carte des infrastructures et de l'occupation des sols de la commune en 2018 (CLC).

## Toponymie
Le nom de la localité est mentionné sous la forme de Alneolis en 1214, du pluriel de l'oïl aune et du suffixe diminutif -el, « -eau ».
Synonyme de « aunaies » ou  « aulnaies » signifiant peuplement d'aulnes et indiquant un endroit humide.

## Politique et administration
| Période                                  | Période   | Identité           | Étiquette | Qualité                   |
| ---------------------------------------- | --------- | ------------------ | --------- | ------------------------- |
| 1977                                     | mars 2008 | Marc Fillieul      |           | Conseiller communautaire  |
| mars 2008                                | juin 2018 | Gilbert Parmentier |           | Conseiller communautaire. |
| octobre 2018                             | En cours  | Claudine Pénisson  | SE        | Retraitée                 |
| Les données manquantes sont à compléter. |           |                    |           |                           |

## Démographie
L'évolution du nombre d'habitants est connue à travers les recensements de la population effectués dans la commune depuis 1793. Pour les communes de moins de 10 000 habitants, une enquête de recensement portant sur toute la population est réalisée tous les cinq ans, les populations de référence des années intermédiaires étant quant à elles estimées par interpolation ou extrapolation. Pour la commune, le premier recensement exhaustif entrant dans le cadre du nouveau dispositif a été réalisé en 2004.
En 2022, la commune comptait 107 habitants, en évolution de −10,08 % par rapport à 2016 (Sarthe : −0,25 %, France hors Mayotte : +2,11 %).
| 1793 | 1800 | 1806 | 1821 | 1831 | 1836 | 1841 | 1846 | 1851 |
| ---- | ---- | ---- | ---- | ---- | ---- | ---- | ---- | ---- |
| 463  | 491  | 500  | 506  | 510  | 519  | 500  | 500  | 450  |

| 1856 | 1861 | 1866 | 1872 | 1876 | 1881 | 1886 | 1891 | 1896 |
| ---- | ---- | ---- | ---- | ---- | ---- | ---- | ---- | ---- |
| 392  | 387  | 377  | 375  | 377  | 333  | 323  | 289  | 295  |

| 1901 | 1906 | 1911 | 1921 | 1926 | 1931 | 1936 | 1946 | 1954 |
| ---- | ---- | ---- | ---- | ---- | ---- | ---- | ---- | ---- |
| 274  | 232  | 245  | 225  | 203  | 208  | 206  | 186  | 161  |

| 1962 | 1968 | 1975 | 1982 | 1990 | 1999 | 2004 | 2006 | 2009 |
| ---- | ---- | ---- | ---- | ---- | ---- | ---- | ---- | ---- |
| 157  | 139  | 127  | 101  | 101  | 110  | 100  | 97   | 104  |

| 2014 | 2019 | 2022 | - | - | - | - | - | - |
| ---- | ---- | ---- | - | - | - | - | - | - |
| 118  | 114  | 107  | - | - | - | - | - | - |

## Lieux et monuments
- Église Saint-Pierre des XIIe – XIVe siècles. Voûte romane en berceau de bois, bénitier en marbre rose.

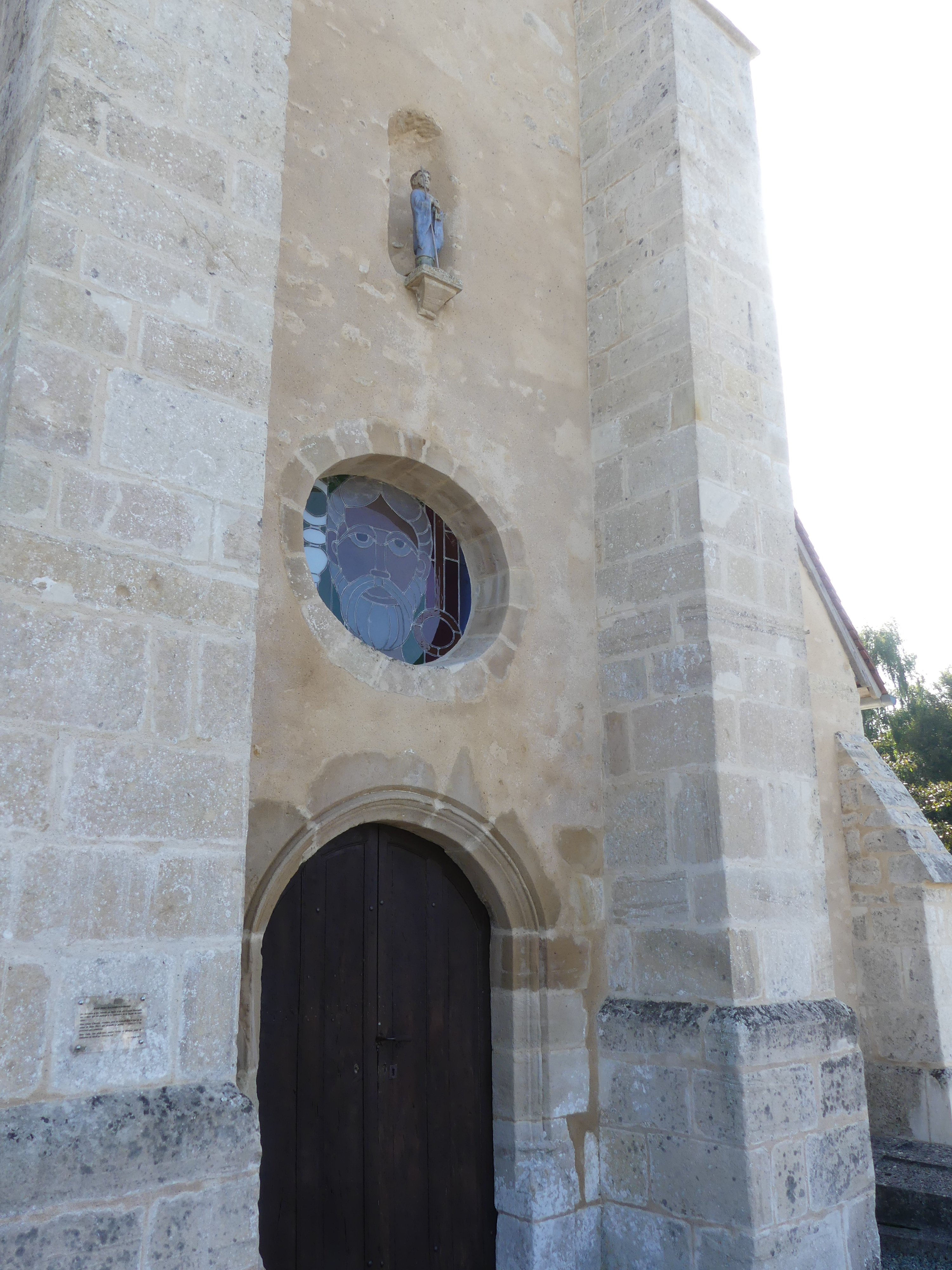
L'église Saint-Pierre : vitrail de Pierre.
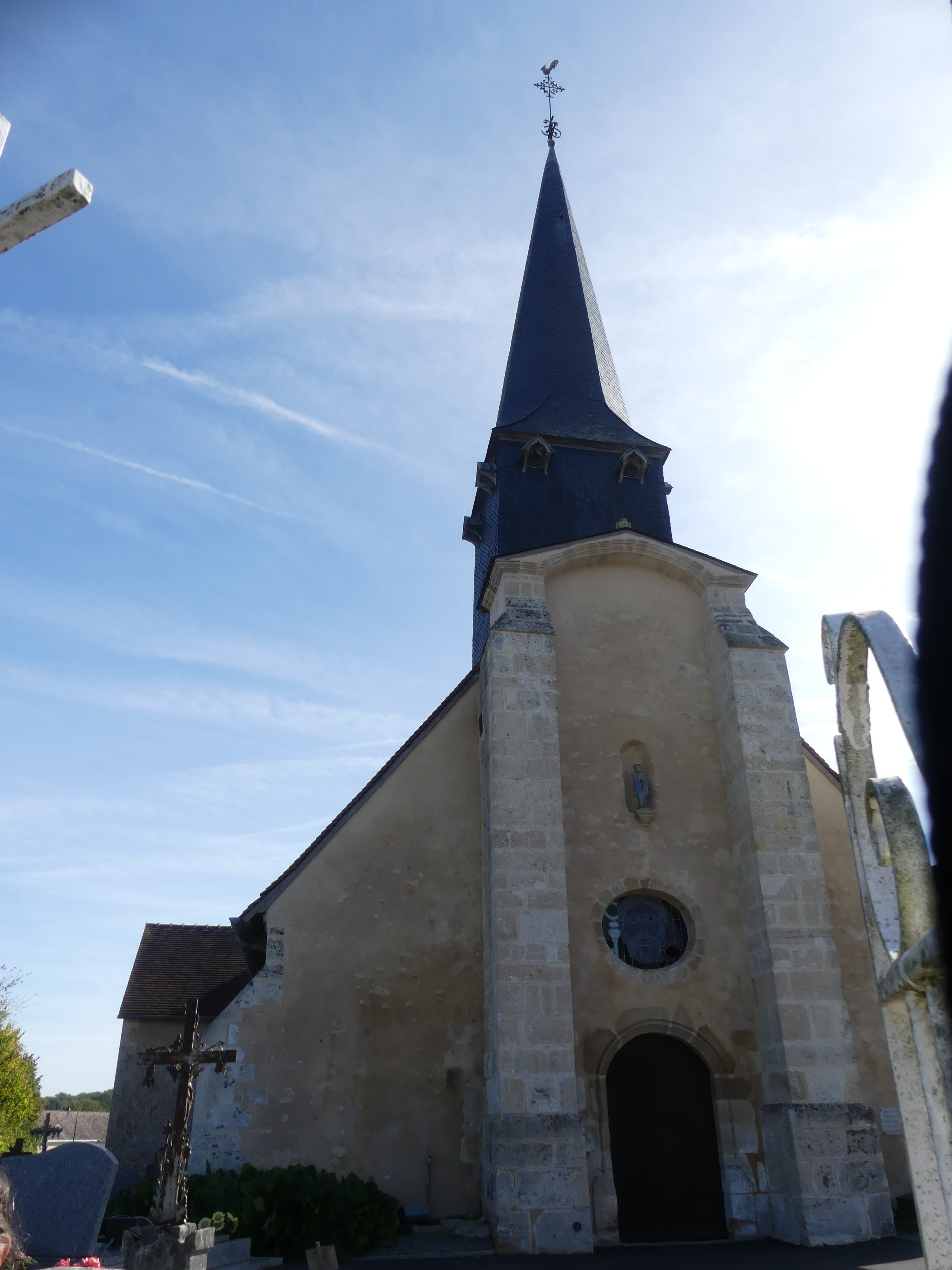
L'église Saint-Pierre : la façade.